# Asellia tridens
Asellia tridens är en däggdjursart som först beskrevs av E. Geoffroy 1813.  Asellia tridens ingår i släktet Asellia, och familjen rundbladnäsor. IUCN kategoriserar arten globalt som livskraftig. Inga underarter finns listade i Catalogue of Life. Wilson & Reeder (2005) skiljer mellan fyra underarter.
Arten når en absolut längd av 66 till 90 mm (inklusive svans). Upp till 5 mm av svansen är synlig utanför den del av flygmembranen som ligger mellan bakbenen. Hudfliken vid näsan (bladet) har tre knölar på toppen och påminner om en treudd. Beroende på population och årstid kan pälsen vara ljus gråbrun eller orangebrun till smutsig gulaktig med vitaktig undersida. Arten har ingen hudflik i örat (tragus) vad som skiljer den från flera andra fladdermöss.
Denna fladdermus förekommer i norra Afrika, på Arabiska halvön och i sydvästra Asien fram till södra Pakistan. Habitatet utgörs av öknar, halvöknar och låga bergstrakter.
Individerna vilar i grottor, bergssprickor, byggnader och liknande gömställen. De bildar kolonier med upp till 5000 medlemmar. Födan hittar de ofta i oaser och andra områden med vatten.
Asellia tridens lämnar viloplatsen sent på kvällen och jagar flygande insekter som nattfjärilar, skalbaggar, flugor, gräshoppor eller nattsländor. Arten hittar sina byten huvudsakligen med hjälp av ekolokalisering. Vid viloplatsen kan den tidvis falla i ett stelt tillstånd (torpor). Honor är 9 till 10 veckor dräktiga och föder sedan en enda unge.